# ピーター・トッシュ
ピーター・トッシュ（Peter Tosh、1944年10月19日 - 1987年9月11日）、本名ウィンストン・ヒュバート・マキントシュ (Winston Hubert McIntosh) は、ジャマイカのレゲエ・ミュージシャン。同国のバンド、ウェイラーズの一員として活躍した後、ソロ・ミュージシャンとしても成功を収めた。また、ラスタファリ運動の先駆者としても知られる。

## 生涯
ウェストモアランド教区のグランジ・ヒルで生まれ、後にキングストン市のスラム街、トレンチタウンへ移る。短気な性格であったため、歩くカミソリ (Stepping Razor) と呼ばれていた。トッシュは、アメリカのラジオ局から流れる曲に影響を受けて、ギターと歌を始める。

### ウェイラーズ
1960年代前半に、トッシュは音楽の師であるジョー・ヒッグスを通じて、ボブ・マーリーとバニー・ウェイラーと出会い、スタジオ・ワンのオーディションを受ける。ボブとバニーと共にハーモニーを完成させた後、トッシュはボブにギターの演奏法を教えた。1962年、計6名でザ・ウェイリング・ウェイラーズを結成する。ザ・ウェイリング・ウェイラーズは、1965年の終わりに3名になるまでに、初期のスカの大ヒットシングル「シマー・ダウン」の他、何曲かを録音した。ボブ・マーリーは1966年の大半を母親と共にアメリカで過ごすが、1967年前半にジャマイカに戻る。 ボブがアメリカから戻ったとき、ピーターとバニーはすでにラスタファリアンで、3人はラスタファリ運動に大きくかかわるようになった。その後すぐ、彼らはバンドの名前をザ・ウェイラーズに改名した。
ウェイラーズは、スカのアップテンポの曲から、遅くなったロックステディのテンポの曲まで、政治的、社会的なメッセージの歌詞を乗せて歌った。リー・ペリーによって「ソウル・レベル」、「ダピー・カンカラー」、「スモール・アックス」を含む初期レゲエのヒット曲が録音される以前に、彼らはアメリカ人シンガーのジョニー・ナッシュの歌を何曲か作曲している。1970年、アップセッターズのベーシストのアストン・バレットと、ドラマーのカールトン・バレットのバレット兄弟が加入したことによって、ピーター・トッシュらはウェイラーズとしてのアルバムも録音した。　1971年、ウェイラーズと並行してソロ活動も始め、初のソロ・シングル「マガ・ドッグ」をリリース。1973年、ウェイラーズはアイランド・レコード社と契約を結んで、彼らのデビューアルバム、『キャッチ・ア・ファイア』をリリースした。同年、セカンドアルバム『バーニン』もリリースする。
1973年に、トッシュは運転中に橋から転落し、同乗していたガールフレンドは死亡、彼自身も頭蓋骨を痛めたが一命は取りとめた。1974年に、アイランド・レコード社のクリス・ブラックウェル社長はピーター・トッシュのソロ・アルバムを発売することを拒否し、これを不公平な処遇と感じたトッシュとバニーは、ウェイラーズを去ることになる。

### ソロ活動
1973年、トッシュは自身のレーベル「Intel-Diplo HIM」を立ち上げる。Intel-Diplo HIMとは「Intelligent Diplomat for His Imperial Majesty(皇帝陛下の諜報外交官)」の略称であった。1976年、CBSレコード社から、ピーター・トッシュ名義で、ソロとしてのファースト・アルバム『解禁せよ』をリリースした。そのタイトルを象徴するように、アルバムのジャケットでは、トッシュが大麻畑でマリファナをくわえている写真が使われている。また、タイトルトラックは、ガンジャ解放運動の象徴的楽曲となった。ボブ・マーリーは「ワン・ラブ」のメッセージを説いたが、トッシュは偽善的なジャマイカの社会を、造語shitstem”（システム）として批判した。
1978年にはローリング・ストーンズのアメリカ・ツアーでオープニングアクトを務めた。同年、ローリング・ストーンズ・レコード移籍第1弾アルバム『ブッシュ・ドクター』をリリースし、同アルバムからのシングル「ドント・ルック・バック」（テンプテーションズのカヴァー）はミック・ジャガーとのデュエットが話題を呼んで、オランダのシングル・チャートで1位を獲得し、アメリカのBillboard Hot 100では81位を記録した。トッシュはその後も、マーリーとは異なったアプローチで自身のメッセージを発信し続けた。
1987年にリリースされたアルバム『核戦争反対』は、同年のグラミー賞で「ベスト・レゲエ・アルバム」賞を受賞している。
1987年9月11日、トッシュはキングストンの自宅で三人組の強盗に襲われ射殺された。犯人は警察に出頭し、裁判で死刑判決を受けたが、後に「終身刑に減刑され」収監中である。

## ディスコグラフィ

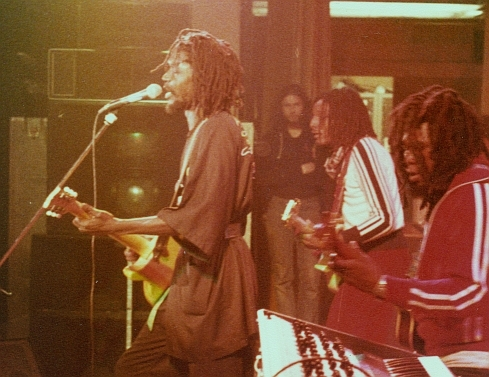
ピーター・トッシュとロビー・シェイクスピア（右）

### アルバム
- 『解禁せよ』 - Legalize It (1976年、Columbia)
- 『平等の権利』 - Equal Rights (1977年、Rolling Stones)
- 『ブッシュ・ドクター』 - Bush Doctor (1978年、Rolling Stones)
- 『ミスティック・マン』 - Mystic Man (1979年、Rolling Stones)
- 『ウォンテッド・ドレッド&アライヴ』 - Wanted Dread And Alive (1981年、Rolling Stones)
- 『ママ・アフリカ』 - Mama Africa (1983年、Rolling Stones)
- 『核戦争反対』 - No Nuclear War (1987年、EMI)

### ライブ・アルバム
- 『キャプチャード・ライヴ』 - Captured Live (1984年)
- Live at the One Love Peace Concert (2000年、JAD) [5]
- Live & Dangerous: Boston 1976 (2001年)
- Live at the Jamaica World Music Festival 1982 (2002年、JAD) [5]
- Complete Captured Live (2002年)
- Live at My Father's Place 1978 (2014年)

### コンピレーション・アルバム
- The Toughest (1988年、Capitol)
- 『名誉市民』 - Honorary Citizen (1997年)
- Scrolls of the Prophet: The Best of Peter Tosh (1999年)
- Arise Black Man (1999年)
- Black Dignity (Early Works of the Stepping Razor) (2001年)
- I Am That I Am (2001年、JAD) [6]
- The Best of Peter Tosh 1977–1987 (2003年)
- 『エッセンシャル・ピーター・トッシュ』 - The Essential Peter Tosh: The Columbia Years (2003年)
- 『ザ・ベスト1200 ピーター・トッシュ』 - Can't Blame the Youth (2004年、JAD) [6]
- 『ベスト・オブ・ピーター・トッシュ (1967-1972)』 - Black Dignity (2004年)
- 『トーキング・レボリューション』 - Talking Revolution (2005年)
- The Ultimate Peter Tosh Experience (2009年)